# 바오딩시
바오딩(保定, Baoding, 보정)은 중국 허베이성(河北省)의 지급도시이다.

## 사람과 문화
바오딩 도시 지역의 인구는 2009년, 대략 110만 정도로 추정된다. 바오딩 행정구역의 인구는 그보다 많다. 인구의 대다수는 한족이다. 바오딩에서는 만다린어, 특히 바오딩 방언이 포함된 지루 만다린어를 사용한다. 베이징과 가까움에도 바오딩의 중국어는 더 먼 톈진 방언에 더 가깝다.
바오딩은 허베이성에서 특히 가톨릭 신자의 비율이 높은 편이다. 바오딩은 바오딩 볼의 기원지로 또한 잘 알려져있다. 안신 현에는 관과 생, 그 밖의 타악기로 연주하는 전통음악으로 유명한 권두촌음악회가 있다.

## 역사
바오딩의 역사는 한나라 때까지 거슬러 올라간다. 13세기 몽골군에 의해 파괴되었으나 후에 원 왕조에 의해 재건되었다. 그리고 이때 바오딩이라는 이름을 얻었는데 이는 ‘수도를 보호하는 곳’이라는 뜻으로 베이징과 가까운 위치 때문에 붙여진 것이다. 바오딩은 오랫동안 직례(하북)의 주도(州都)역할을 했으며 명 왕조와 청 왕조 초기에 중요한 문화의 중심지였다.
2차 세계대전 때, 바오딩은 일본 점령군의 사령부 역할을 했다. 한편 바오딩시 라이수이현 호가장향에서 호가장 전투가 일어났다.
1958년, 성도가 톈진으로 옮겨지면서 성도 역할을 잃어버리게 되었으나 1966년, 톈진이 직할시로 승격됨에 따라 그 지위를 회복하게 되었다. 그러나 1970년, 성도는 스자좡으로 옮겨지게 되었다.

## 경제
바오딩은 베이징, 톈진, 스자좡을 포함하는 환발해만 경제구역의 중심에 위치해있다. 바오딩에서 가장 큰 회사는 중국 럭키 필름이다. 이 회사는 중국에서 가장 큰 감광성 필름과 마그네틱 레코딩 미디어 제조업자이기도 하다.

## 특성
바오딩은 베이징에서 남쪽으로 140km떨어진 곳에 위치해있다. 이곳은 베이징과 허베이성의 주도인 스자좡의 거의 중간 지점이다.
바오딩은 타이항 산맥의 동쪽 평원지대에 위치해있다. 도시는 대략적으로 직사각형 모양이고 징광 철도에 의해 남북이 분할되어있다. 바오딩 역은 지리적으로 도시의 중심에 있다. 바오딩의 구시가지는 역의 동쪽에 있고 행정적으로 남북으로 분할되어있다. 역 서쪽에 신시가지는 최근에 개발되었다.
시의 도로는 구시가지에서도 격자형으로 되어있다. 도시의 전통적인 중심가는 윤화로로 도시의 중심부에서 동쪽을 관통한다. 바오딩의 대부분의 역사적인 건물은 이곳에 위치해있다. 또다른 중심가는 둥펑로와 창양로이다. 도시 주변으로 순환 도로가 있다.
바오딩에는 허베이 대학이 있다.

## 기후
바오딩은 허베이성 중앙과 타이항 산맥 동쪽에 위치해있다. 연평균 강수량은 570mm이고 연평균 기온은 12 °C이다.
| 바오딩시의 기후                                               | 바오딩시의 기후 | 바오딩시의 기후 | 바오딩시의 기후 | 바오딩시의 기후 | 바오딩시의 기후 | 바오딩시의 기후 | 바오딩시의 기후 | 바오딩시의 기후 | 바오딩시의 기후 | 바오딩시의 기후 | 바오딩시의 기후 | 바오딩시의 기후 | 바오딩시의 기후 |
| 월                                                            | 1월             | 2월             | 3월             | 4월             | 5월             | 6월             | 7월             | 8월             | 9월             | 10월            | 11월            | 12월            | 연간            |
| ------------------------------------------------------------- | --------------- | --------------- | --------------- | --------------- | --------------- | --------------- | --------------- | --------------- | --------------- | --------------- | --------------- | --------------- | --------------- |
| 역대 최고 기온 °C (°F)                                        | 17.5 (63.5)     | 23.1 (73.6)     | 30.7 (87.3)     | 33.8 (92.8)     | 38.1 (100.6)    | 41.6 (106.9)    | 41.6 (106.9)    | 37.7 (99.9)     | 34.3 (93.7)     | 31.1 (88.0)     | 23.9 (75.0)     | 17.1 (62.8)     | 41.6 (106.9)    |
| 일평균 최고 기온 °C (°F)                                      | 2.7 (36.9)      | 6.9 (44.4)      | 14.1 (57.4)     | 21.5 (70.7)     | 27.4 (81.3)     | 31.7 (89.1)     | 32.2 (90.0)     | 30.6 (87.1)     | 26.7 (80.1)     | 20.0 (68.0)     | 10.7 (51.3)     | 4.1 (39.4)      | 19.0 (66.3)     |
| 일일 평균 기온 °C (°F)                                        | −2.8 (27.0)     | 0.9 (33.6)      | 7.8 (46.0)      | 15.1 (59.2)     | 21.1 (70.0)     | 25.7 (78.3)     | 27.3 (81.1)     | 25.8 (78.4)     | 20.9 (69.6)     | 13.8 (56.8)     | 5.2 (41.4)      | −1.0 (30.2)     | 13.3 (56.0)     |
| 일평균 최저 기온 °C (°F)                                      | −7.2 (19.0)     | −3.8 (25.2)     | 2.2 (36.0)      | 9.2 (48.6)      | 15.0 (59.0)     | 20.2 (68.4)     | 23.0 (73.4)     | 21.8 (71.2)     | 16.1 (61.0)     | 8.9 (48.0)      | 1.0 (33.8)      | −4.9 (23.2)     | 8.5 (47.2)      |
| 역대 최저 기온 °C (°F)                                        | −19.6 (−3.3)    | −15.7 (3.7)     | −14.8 (5.4)     | −3.2 (26.2)     | 5.5 (41.9)      | 10.7 (51.3)     | 13.4 (56.1)     | 12.6 (54.7)     | 5.7 (42.3)      | −2.3 (27.9)     | −11.6 (11.1)    | −17.9 (−0.2)    | −19.6 (−3.3)    |
| 평균 강수량 mm (인치)                                         | 2.2 (0.09)      | 5.0 (0.20)      | 8.9 (0.35)      | 24.1 (0.95)     | 33.8 (1.33)     | 68.1 (2.68)     | 153.0 (6.02)    | 108.5 (4.27)    | 54.5 (2.15)     | 24.2 (0.95)     | 12.2 (0.48)     | 2.0 (0.08)      | 496.5 (19.55)   |
| 평균 강수일수 (≥ 0.1 mm)                                      | 1.5             | 2.2             | 2.9             | 4.7             | 6.2             | 8.4             | 11.8            | 11.0            | 6.7             | 4.8             | 3.3             | 1.3             | 64.8            |
| 평균 강설일수                                                 | 3.0             | 2.3             | 0.9             | 0.2             | 0               | 0               | 0               | 0               | 0               | 0               | 1.6             | 2.9             | 10.9            |
| 평균 상대 습도 (%)                                            | 55              | 50              | 47              | 51              | 55              | 59              | 72              | 77              | 71              | 66              | 65              | 59              | 61              |
| 평균 월간 일조시간                                            | 143.9           | 156.4           | 206.7           | 225.9           | 251.7           | 209.8           | 174.7           | 179.9           | 183.4           | 171.4           | 140.0           | 137.3           | 2,181.1         |
| 가능 일조율                                                   | 47              | 51              | 55              | 57              | 57              | 47              | 39              | 43              | 50              | 50              | 47              | 47              | 49              |
| 출처: 중국기상국 (평년값: 1991년~2020년, 극값: 1971년~2010년) |                 |                 |                 |                 |                 |                 |                 |                 |                 |                 |                 |                 |                 |

## 행정 구역
바오딩 시는 5개 시할구와 3개 현급시 15개 현으로 구성된다
| 바오딩시 현급구역 | 이름     | 간자 |
| ----------------- | -------- | ---- |
|                   |          |      |
| 시할구            |          |      |
| 징슈 구           | 竞秀区   |      |
| 롄츠 구           | 莲池区   |      |
| 만청 구           | 满城区   |      |
| 칭위안 구         | 清苑区   |      |
| 쉬수이 구         | 徐水区   |      |
| 현급시            |          |      |
| 안궈 시           | 安国市   |      |
| 줘저우 시         | 涿州市   |      |
| 가오베이뎬 시     | 高碑店市 |      |
| 현                |          |      |
| 라이수이 현       | 涞水县   |      |
| 이 현             | 易 县    |      |
| 라이위안 현       | 涞源县   |      |
| 푸핑 현           | 阜平县   |      |
| 취양 현           | 曲阳县   |      |
| 탕 현             | 唐 县    |      |
| 순핑 현           | 顺平县   |      |
| 왕두 현           | 望都县   |      |
| 보예 현           | 博野县   |      |
| 리 현             | 蠡 县    |      |
| 가오양 현         | 高阳县   |      |
| 안신 현           | 安新县   |      |
| 숭 현             | 雄 县    |      |
| 룽청 현           | 容城县   |      |
| 딩싱 현           | 定兴县   |      |